# Teng Yi
Teng Yi (kinesiska 滕义), född 1964, är en kinesisk bordtennisspelare. Han vann brons i singel vid världsmästerskapen i bordtennis 1985, brons i singel och guld i lag vid världsmästerskapen i bordtennis 1987 och brons i dubbel och silver i lag vid världsmästerskapen i bordtennis 1989.